# Geeta Basra
Geeta Rani Basra (nacida el 13 de marzo de 1984) es una exactriz británica que ha aparecido en películas de Bollywood. Está casada con el criquetista Harbhajan Singh. Se casaron en una ceremonia en un gurdwara cerca de Jalandhar. Ella ha hablado sobre cómo ha sido descrita como una mujer casada, incluso cuando ella y Harbhajan Singh eran solo amigos. Luego de su matrimonio con Singh, dejó el cine.

## Primeros años
Basra nació en Portsmouth, Hampshire, en una familia de indios Punjabi Sikh al sur de la costa inglesa, pero ahora vive en Mumbai, India. Tiene un hermano menor, Rahul, y una hermana, Ruby.
Estudió actuación en el Instituto de Actuación Kishore Namit Kapoor.

## Carrera
Su primer papel fue en Dil Diya Hai, protagonizada por Emraan Hashmi, en 2006, en donde interpretó a una chica que es vendida a la prostitución por su amante. En segundo lanzamiento, El tren (2007), también fue junto a Hashmi. Interpretó a Roma, una mujer trabajadora, que se ve atrapada en una relación extramatrimonial.
Basra también apareció en el video musical de la canción "Ghum Sum Ghum Sum", de Sukshinder Shinda y Rhat Fateh Ali Khan, en el cual interpretó al interés amoroso del protagonista masculino, interpretado por Rahul Bhat.

## Vida personal

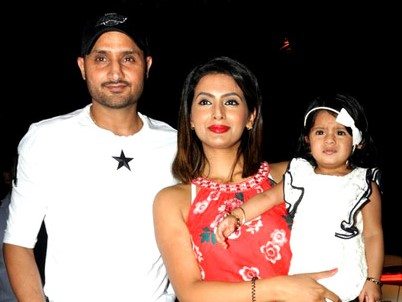
Basra con su marido Harbhajan Singh en la fiesta de cumpleaños de Rakesh Roshan en 2017

Basra se casó con el criquetero indio Harbhajan Singh el 29 de octubre de 2015 en Jalandhar, Punjab. Tienen una hija, Hinaya Heer Plaha, nacida el 27 de julio de 2016, en Portsmouth, Hampshire, y un hijo, Jovan Veer Singh Plaha, nacido el 10 de julio de 2021.

## Filmografía
| Año  | Título              | Personaje(s)                 | Director(s)                         | Lenguaje(s) | Notas                                            | Ref.   |
| ---- | ------------------- | ---------------------------- | ----------------------------------- | ----------- | ------------------------------------------------ | ------ |
| 2006 | Dil Diya Hai        | Neha Mehra                   | Aditya Datt                         | Hindú       | Debut                                            | [ 18 ] |
| 2007 | The Train           | Roma Kapoor / Richa Malhotra | Hasnain Hyderabadwala Raksha Mistry | Hindú       |                                                  | [ 19 ] |
| 2013 | Zila Ghaziabad      |                              | Anand Kumar                         | Hindú       | Aparición especial en la canción "Baaap Ka Maal" | [ 20 ] |
| 2014 | Mr Joe B. Carvalho  | Gehna                        | Samir Tewari                        | Hindú       |                                                  | [ 21 ] |
| 2015 | Second Hand Husband | Neha Kaur Grewal             | Smeep Kang                          | Hindú       |                                                  | [ 22 ] |
| 2016 | Lock                | Pammi                        | Smeep Kang                          | Punjabi     |                                                  | [ 23 ] |